# Петер Барат
Петер Барат (угор. Péter Baráth, нар. 21 лютого 2002, Кішварда, Угорщина) — угорський футболіст, центральний півзахисник клубу «Ференцварош» та національної збірної Угорщини. На правах оренди грає за польський клуб «Ракув» (Ченстохова).

## Ігрова кар'єра

### Клубна
Петер Барат народився у місті Кішварда і займатися футболом почав у молодіжній команді місцевого однойменного клуба. У 2016 році півзахисник перебрався до клубу «Дебрецен», де продовжив грати на молодіжному рівні. У січні 2020 року Барат дебютував в основі «Дебрецена» у матчі чемпіонату країни. За результатами того сезону клуб вилетів до Другого дивізіону але Барат залишився в команді і допоміг команді повернутися до еліти.
У лютому 2023 року Петер Барат на правах оренди приєднався до діючого чемпіона країни — «Ференцвароша». В кінці сезону, влітку 2023 року столичний клуб повністю викупив контракт півзахисника.

### Збірна
У 2019 році у складі юнацької збірної Угорщина (U-17) Петер Барат брав участь у юнацькому чемпіонаті світу у Бразилії, де провів три поєдинки.
Влітку 2022 року Барат отримав виклик до лав національної збірної Угорщини на матчі Ліги націй. Але дебютну гру в збірній футболіст провів у листопаді 2022 року, коли вийшов на заміну у товариському матчі проти команди Люксембургу.

## Титули
Ференцварош
 Чемпіон Угорщини: 2022/23